# لویس هاردیکوست
لویس هاردیکوست (انگلیسی: Louis Hardiquest; ۱۵ اکتبر ۱۹۱۰ – ۲۰ ژانویهٔ ۱۹۹۱) دوچرخه‌سوار اهل بلژیک بود.